# Juan Polo de Ondegardo y Zárate
Juan Polo de Ondegardo y Zárate (¿Valladolid?, Corona de Castilla, ca. 1500 - La Plata del corregimiento de Potosí, Virreinato del Perú, 4 de noviembre de 1575) era un cronista, encomendero y funcionario virreinal español que fue nombrado segundo corregidor de Charcas o de Potosí desde 1549 a 1550 y posteriormente como corregidor del Cuzco de 1558 hasta 1560.

## Biografía

### Origen familiar y primeros años

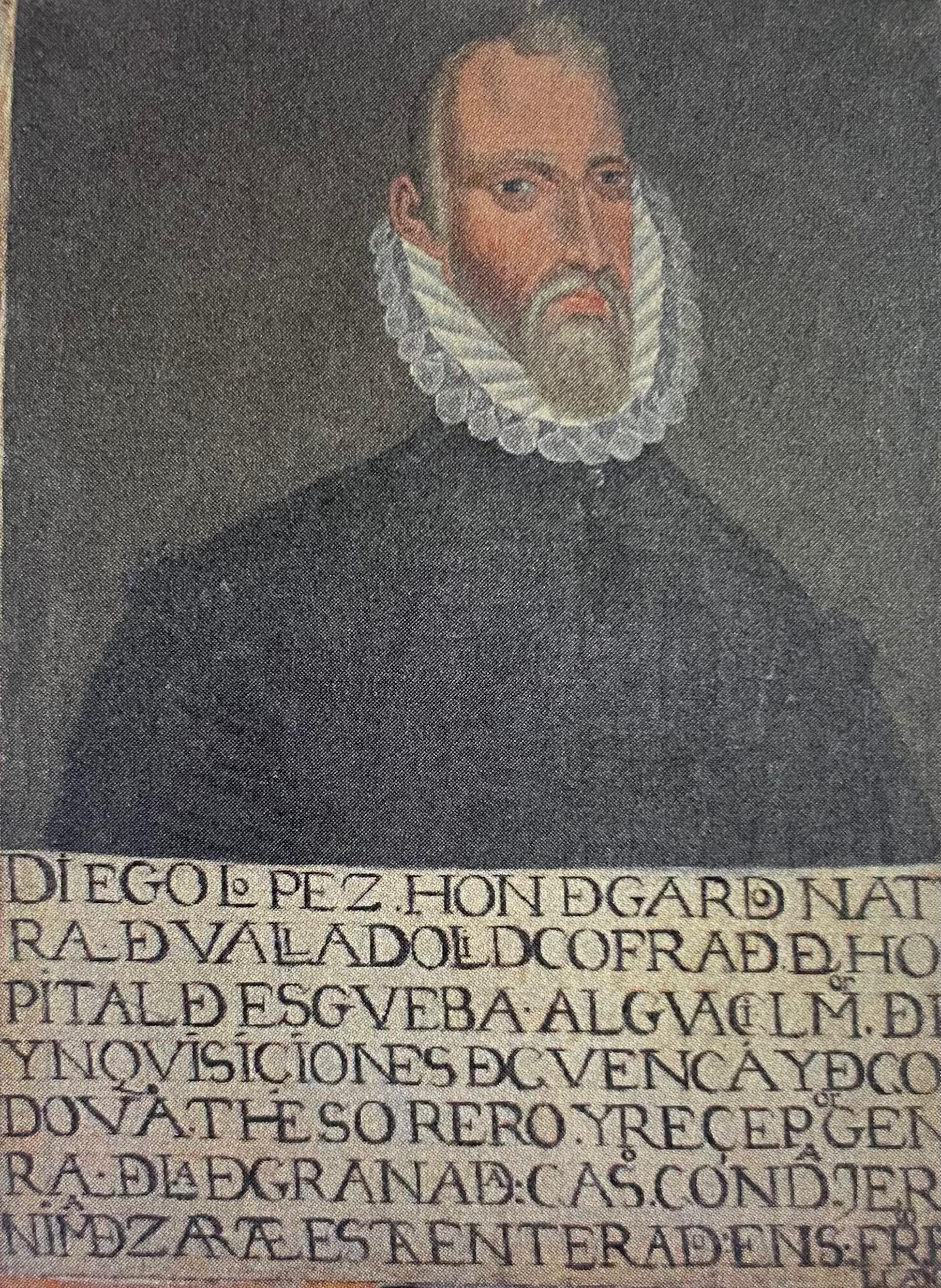
Diego López de Ondegardo, padre de Polo de Ondegardo

Juan Polo de Ondegardo habría nacido en Valladolid que formaba parte de la Corona de Castilla hacia el año 1500. Era hijo de Diego López de León de Ondegardo (f. antes de 1538), “reçetor de la ynquisición de Granada”, y de Jerónima Díaz de Zárate, hermana del contador y cronista Agustín de Zárate. Su padre descendía de un mercader milanés establecido en Valladolid a mediados del siglo XV, y había hecho carrera dentro de la administración del Estado.

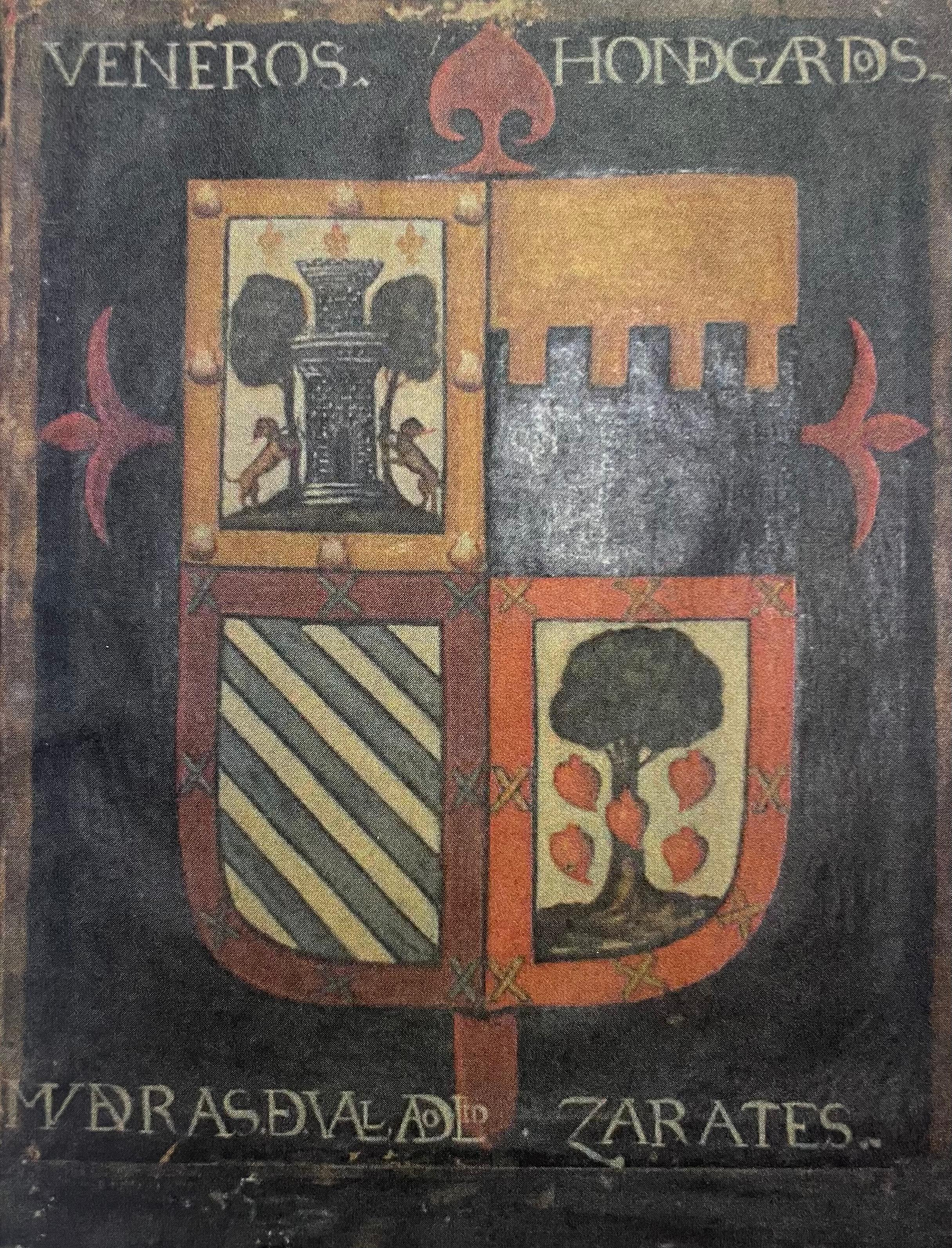
Armas de Venero, Ondegardo, Mudarra y Zárate

Tenía varios hermanos: Alonso de Ondegardo que fuera arcediano en Valladolid, canónigo en Toledo, doctor y catedrático en Valladolid, Lope Díaz de Zárate que también era licenciado y canónigo en Osma, Diego de Zárate (f. en América española), Gerónima de Zárate que fuera la esposa de Diego de Argame y Vargas, regidor de Toledo, María de Ondegardo que era una vecina de Madrid que se casó con Andrés Díaz Venero de Leyva, primer presidente de la Real Audiencia de Santafé de Bogotá en el Nuevo Reino de Granada y miembro del Consejo de Indias, y Ana de Ondegardo, vecina de Valladolid y esposa de Bartolomé de Santoyo.

### Viaje al nuevo Virreinato del Perú
Pasó al Perú en la flota que transportó al virrey Blasco Núñez Vela en 1543, comisionado por Hernando Pizarro para que ordenase sus intereses en los territorios conquistados. No obstante, se inclinó del lado de la Real Audiencia de Lima en el conflicto que tuvo con el virrey, aunque luego se plegó al bando del rebelde Gonzalo Pizarro.
Apresado en el Cuzco por Francisco de Carvajal en 1546, fue conducido a Lima donde el letrado logró escapar. Se presentó en Trujillo ante el pacificador La Gasca y participó en Jaquijahuana el 9 de abril de 1548. En seguida, fue enviado a Charcas para apaciguar a los rebeldes, organizando expediciones hacia Tucumán y La Plata, redactó las ordenanzas para la explotación de las minas de Potosí, y obtuvo una encomienda en Cochabamba.

### Corregidor del Cuzco
Combatió contra el rebelde Francisco Hernández Girón en Chuquinga y Pucará en 1554. Nombrado posteriormente corregidor del Cuzco (1558-1561), descubrió cinco momias de los incas y estudió las creencias y costumbres de los indios; asesoró al virrey Conde de Nieva en el nuevo reparto de encomiendas.

### Recorrido virreinal y fallecimiento
Polo de Ondegardo otorgó testamento el 18 de marzo de 1575 en Potosí. Acompañó al virrey Francisco Álvarez de Toledo en su visita general al país, muriendo en el transcurso de la misma el 4 de noviembre del mismo año.

## Matrimonio y descendencia

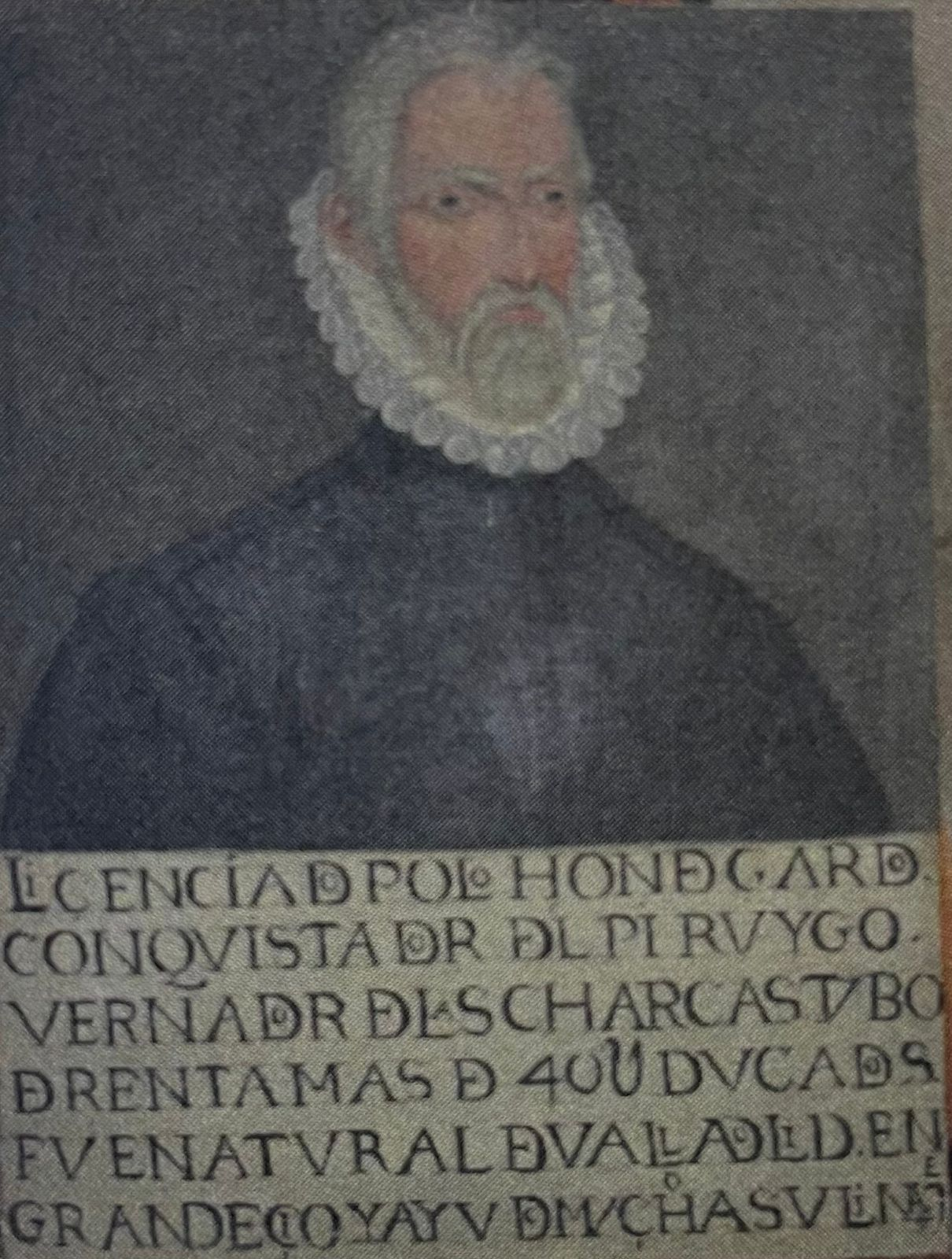
Retrato de Polo de Ondegardo

Casado posiblemente alrededor de 1564, en el Cuzco, con la dama criolla Jerónima de Peñalosa, hija del gobernador Rodrigo de Contreras y María de Peñalosa (hija de Pedrarias Dávila), dejó los siguientes hijos:
1. Polo de Ondegardo y Contreras, casado con María de Ribera, con sucesión.
2. María de Ondegardo, casada con Pedro de Córdoba Messía, con sucesión.

## Obras
Dejó varios tratados y pareceres manuscritos que serían aprovechados por cronistas posteriores. Destacan:
- Tratado y averiguación sobre los errores y supersticiones de los indios (1559). Revista Histórica. Órgano del Instituto Histórico del Perú. Dirigida por Carlos Alberto Romero. Volumen 1, Lima, 1906, páginas 192-203.
- Informe del Licenciado Polo de Ondegardo al Licenciado Briviesca de Muñatorres sobre la perpetuidad de las encomiendas en el Perú (1561). Revista Histórica. Órgano del Instituto Histórico del Perú. Dirigida por Carlos Alberto Romero. Volumen 13, Lima, 1940, págs. 125-196.
- La relación de los adoratorios de los indios en los cuatro ceques. (1561)
- Ordenanzas de las minas de Guamanca.
- Instrucción sobre las ceremonias y ritos que usan los indios conforme al tiempo de su gentilidad 6 capítulos (1567). Revista Histórica. Órgano del Instituto Histórico del Perú. Dirigida por Carlos Alberto Romero. Volumen 1, Lima, 1906, páginas 207-231.
- Los errores y supersticiones de los Indios, sacadas del tratado y averiguación que hizo el Licenciado Polo (1559), 15 capítulos, páginas 207-23.
- Relación de los fundamentos acerca del notable daño que resulta de no guardar a los indios sus fueros. (1571) En la Colección de documentos inéditos relativos al descubrimiento, conquista y colonización de las posesiones españolas en América y Occeanía, sacados, en su mayor parte, del Real Archivo de Indias, bajo la dirección de los Sres. D. Joaquín F. Pacheco, y D. Francisco de Cárdeau, miembros de varias academias científicas, y D. Luís Torres de Mendoza, abogado de los Tribunales del Reino con la colaboración de otras personas competentes, en adelante CODOIN-Indias, Volumen N° 17. Madrid, 1872 páginas 7 a 100 y 101 a 177. Ejemplar de la Biblioteca Peabody de la Universidad de Harvard en Internet Archive.
- Relación de los fundamentos acerca del notable daño que resulta de no guardar a los indios sus fueros. (1571) En la CODOIN-Indias, Volumen N° 17. Madrid, 1872, páginas 7 a 100 y 101 a 177. Ejemplar de la Biblioteca de la Universidad de Stanford en Google Libros.
- Traslado de un cartapacio a manera de borrador que quedó en los papeles del Licenciado Polo de Ondegardo cerca del linaje de los Incas y como conquistaron.
- Copia de unos capítulos de una carta del Licenciado Polo, vecino de la ciudad de La Plata para el doctor Francisco Hernández de Liébana.

También se le atribuye la autoría de la Relación de las cosas acaecidas en las alteraciones del Perú después que Blasco Núñez Vela entró en él, escrito entre 1548 y 1550, y que fue ampliamente utilizado por su tío carnal, Agustín de Zárate, en la composición de la Historia del descubrimiento y conquista del Perú, publicada por primera vez en Amberes en 1555.